# Mariana Bracetti

Die Flagge der Revolution

Mariana Bracetti (* 1825 in Añasco, Puerto Rico; † 1903 ebenda) war eine puerto-ricanische Freiheitskämpferin, die sich für die Unabhängigkeit der Insel einsetzte.

## Leben
Nach einer gescheiterten ersten Ehe lernte sie den reichen Geschäftsmann Miguel Rojas kennen, der zusammen mit seinem Bruder Manuel Rojas die Kaffee-Plantage „El Triunfo“ besaß. Bracetti heiratete Rojas, bekam mit ihm Nachwuchs und zog auf die Hacienda.
Manuel und Miguel Rojas waren große Verehrer von Ramón Emeterio Betances, der sich für die Unabhängigkeit Puerto Ricos einsetzte. „El Triunfo“ wurde zum heimlichen Kern der Revolution und die Brüder wurden zu den Anführern der revolutionären Zelle mit dem Codenamen „Centro Bravo“. Bracetti erhielt den Spitznamen „Brazo de Oro“ (Goldener Arm) und wurde zur Anführerin des Revolutionsrates von Lares ernannt. Im Auftrag von Betances entwarf und nähte sie die erste Flagge der zukünftigen „Republik Puerto Rico“. Die Flagge bestand aus zwei blauen Feldern am oberen und zwei roten Feldern am unteren Rand, die durch ein weißes Kreuz getrennt waren; oben links befand sich ein weißer Stern.
1868 fand der Aufstand Grito de Lares statt. Nach der Einnahme der Stadt Lares platzierten die Revolutionäre Bracettis Flagge auf dem Hochaltar der Parroquial Church, um dadurch die Republik Puerto Rico auszurufen.
Die Revolution scheiterte jedoch und alle überlebenden Rebellen, darunter auch Bracetti, wurden in Arecibo verhaftet. Achtzig Gefangene starben im Gefängnis, aber Bracetti überlebte und wurde am 20. Januar 1869 wegen einer von der neuen spanischen Regierung gewährten Generalamnestie freigelassen.
Sie starb 1903 in ihrer Heimatstadt Añasco. Über ihrem Grab auf dem Plaza der Stadt steht zu ihren Ehren ein Monument. In Puerto Rico sind außerdem mehrere Schulen und Straßen nach ihr benannt. In den USA gibt es eine Mariana Bracetti Academy Charter School in Philadelphia und eine Mariana Bracetti Plaza in New York City.